# Satellite Awards 2015

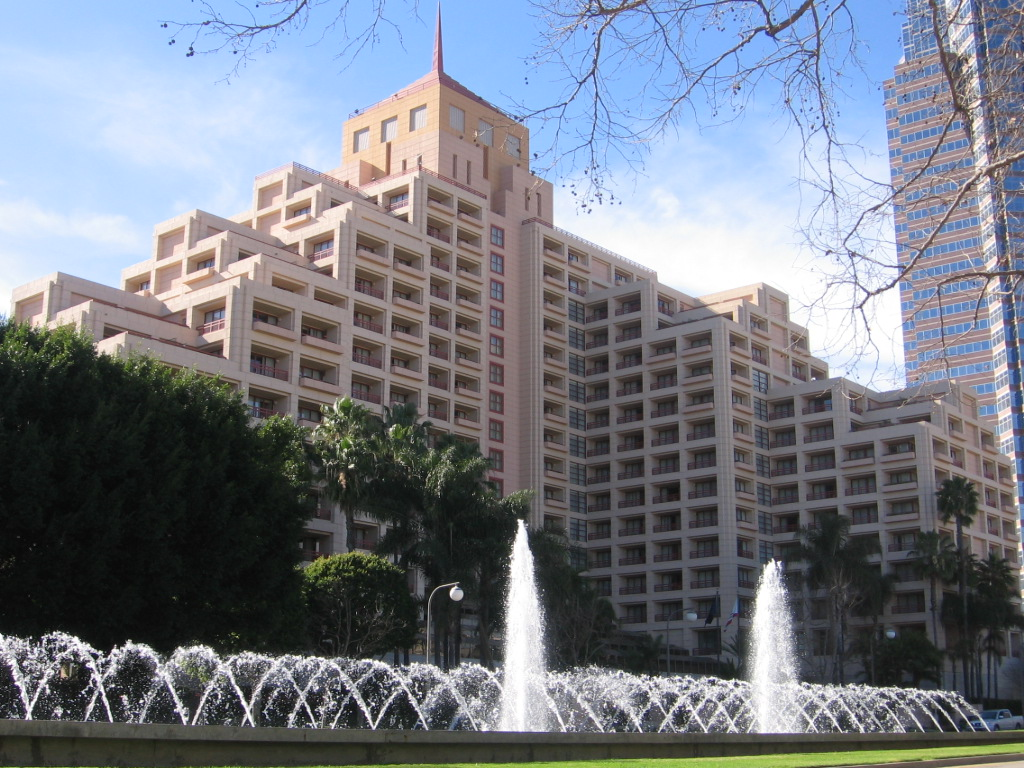
InterContinental Hotel in Los Angeles

Die 20. Verleihung der Satellite Awards, die die International Press Academy (IPA) jedes Jahr in verschiedenen Film-, Fernseh- und Medienkategorien vergibt, fand am Sonntag, den 21. Februar 2016, im InterContinental Hotel in Los Angeles statt. Bei den 20. Satellite Awards wurden Filme und Serien des Jahres 2015 geehrt.

## Sonderauszeichnungen
- Auteur Award (für eine einzigartige Kontrolle über die Filmproduktionselemente) – Robert M. Young
- Humanitarian Award (für wahre Veränderungen in der Filmbranche und darüber hinaus) – Spike Lee
- Mary Pickford Award (für herausragende Beiträge zur Entertainment-Branche) – Louise Fletcher
- Tesla Award (für innovative Leistungen in der Filmproduktion) – Robert Rutherford / Jonathan Edward Miller (Hive Lighting)
- Herausragendes Nachwuchstalent (Breakthrough Performance Award) – Jacob Tremblay (Raum)

## Gewinner und Nominierte im Bereich Film
| Film                               | N | A |
| ---------------------------------- | - | - |
| Der Marsianer – Rettet Mark Watney | 9 | 1 |
| Spotlight                          | 8 | 4 |
| The Danish Girl                    | 7 | 1 |
| James Bond 007: Spectre            | 7 | 0 |
| Bridge of Spies – Der Unterhändler | 6 | 1 |
| Carol                              | 5 | 1 |
| Sicario                            | 5 | 1 |
| The Revenant – Der Rückkehrer      | 5 | 1 |
| Alles steht Kopf                   | 4 | 1 |
| Mad Max: Fury Road                 | 4 | 1 |
| Steve Jobs                         | 4 | 1 |
| Love & Mercy                       | 4 | 0 |
| Raum                               | 4 | 0 |
| Black Mass                         | 3 | 0 |

### Bester Film
Spotlight
The Big Short
Black Mass
Bridge of Spies – Der Unterhändler
Brooklyn – Eine Liebe zwischen zwei Welten
Carol
Der Marsianer – Rettet Mark Watney
Raum
The Revenant – Der Rückkehrer
Sicario

### Bester Hauptdarsteller
Leonardo DiCaprio – The Revenant – Der Rückkehrer
Matt Damon – Der Marsianer – Rettet Mark Watney
Johnny Depp – Black Mass
Michael Fassbender – Steve Jobs
Tom Hardy – Legend
Eddie Redmayne – The Danish Girl
Will Smith – Concussion

### Beste Hauptdarstellerin
Saoirse Ronan – Brooklyn – Eine Liebe zwischen zwei Welten
Cate Blanchett – Carol
Blythe Danner – I’ll See You in My Dreams
Brie Larson – Raum
Carey Mulligan – Suffragette – Taten statt Worte
Charlotte Rampling – 45 Years

### Bester Nebendarsteller
Christian Bale – The Big Short
Paul Dano – Love & Mercy
Michael Keaton – Spotlight
Mark Ruffalo – Spotlight
Sylvester Stallone – Creed – Rocky’s Legacy
Benicio del Toro – Sicario

### Beste Nebendarstellerin
Alicia Vikander – The Danish Girl
Elizabeth Banks – Love & Mercy
Jane Fonda – Ewige Jugend
Rooney Mara – Carol
Rachel McAdams – Spotlight
Kate Winslet – Steve Jobs

### Bester Dokumentarfilm
Amy
The Look of Silence
Becoming Bulletproof
Best of Enemies
Cartel Land
Drunk Stoned Brilliant Dead: The Story of the National Lampoon
Scientology: Ein Glaubensgefängnis
Malala – Ihr Recht auf Bildung (He named me Malala)
The Hunting Ground
Where to Invade Next

### Bester fremdsprachiger Film
Son of Saul, (Ungarn)
The Assassin, (Taiwan)
Das brandneue Testament, (Belgien)
Goodnight Mommy, (Österreich)
Mittagssonne, (Kroatien)
Im Labyrinth des Schweigens, (Deutschland)
Mustang, (Frankreich)
Eine Taube sitzt auf einem Zweig und denkt über das Leben nach, (Schweden)
Der Sommer mit Mamã, (Brasilien)
The Throne, (Südkorea)

### Bester Film (Animationsfilm oder Real-/Animationsfilm)
Alles steht Kopf
Anomalisa
Arlo & Spot
Die Peanuts – Der Film
The Prophet
Shaun das Schaf – Der Film

### Beste Regie
Tom McCarthy – Spotlight
Lenny Abrahamson – Raum
Tom Hooper – The Danish Girl
Alejandro González Iñárritu – The Revenant – Der Rückkehrer
Ridley Scott – Der Marsianer – Rettet Mark Watney
Steven Spielberg – Bridge of Spies – Der Unterhändler

### Bestes adaptiertes Drehbuch
Aaron Sorkin – Steve Jobs
Jez Butterworth und Mark Mallouk – Black Mass
Lucinda Coxon – The Danish Girl
Drew Goddard – Der Marsianer – Rettet Mark Watney
Emma Donoghue – Raum
Alejandro González Iñárritu und Mark L. Smith – The Revenant – Der Rückkehrer

### Bestes Originaldrehbuch
Josh Singer und Tom McCarthy – Spotlight
Josh Cooley, Meg LeFauve und Pete Docter – Alles steht Kopf
Matt Charman, Ethan und Joel Coen – Bridge of Spies – Der Unterhändler
Michael A. Lerner und Oren Moverman – Love & Mercy
Andrea Berloff, Jonathan Herman – Straight Outta Compton
Abi Morgan – Suffragette – Taten statt Worte

### Beste Filmmusik
Carter Burwell – Carol
Alexandre Desplat – The Danish Girl
Michael Giacchino – Alles steht Kopf
Harry Gregson-Williams – Der Marsianer – Rettet Mark Watney
Thomas Newman – James Bond 007: Spectre
Howard Shore – Spotlight

### Bester Filmsong
„Til It Happens to You“ von Lady Gaga und Diane Warren – The Hunting Ground
„See You Again“ von Wiz Khalifa – Fast & Furious 7
„Love Me like You Do“ von Savan Kotecha, Ilya Salmanzadeh, Tove Lo, Max Martin und Ali Payami – Fifty Shades of Grey
„One Kind of Love“ von Brian Wilson und Scott Bennett – Love & Mercy
„Cold One“ von Jenny Lewis und Jonathan Rice – Ricki – Wie Familie so ist
„Writing’s on the Wall“ von Sam Smith und Jimmy Napes – James Bond 007: Spectre

### Beste Kamera
John Seale – Mad Max: Fury Road
Janusz Kamiński – Bridge of Spies – Der Unterhändler
Roger Deakins – Sicario
Hoyte van Hoytema – James Bond 007: Spectre
Emmanuel Lubezki – The Revenant – Der Rückkehrer
Dariusz Wolski – Der Marsianer – Rettet Mark Watney

### Beste Visuelle Effekte
Kevin Baillie, Jim Gibbs, Viktor Muller und Sébastien Moreau – The Walk
Stefan Andersson, Dadi Einarsson, Arne Kaupang und Richard Van Den Bergh – Everest
Tim Alexander, Glen McIntosh, Tony Plett und Michael Meinardus – Jurassic World
Andrew Jackson, Tom Wood, Dan Oliver und Andy Williams – Mad Max: Fury Road
Richard Stammers, Chris Lawrence, Anders Langlands und Steven Warner – Der Marsianer – Rettet Mark Watney
Steve Begg und Chris Corbould – James Bond 007: Spectre

### Bester Filmschnitt
Joe Walker – Sicario
Michael Kahn – Bridge of Spies – Der Unterhändler
Affonso Gonçalves – Carol
Pietro Scalia – Der Marsianer – Rettet Mark Watney
Lee Smith – James Bond 007: Spectre
Elliot Graham – Steve Jobs

### Bester Tonschnitt
Mac Ruth, Paul Massey, Mark Taylor und Oliver Tarney – Der Marsianer – Rettet Mark Watney
Michael Semanick, Tom Johnson, Doc Kane, Ren Klyce und Shannon Mills  – Alles steht Kopf
Christopher Boyes, Pete Horner, Kirk Francis, Al Nelson und Gwendolyn Yates Whittle – Jurassic World
Ben Osmo, Chris Jenkins, Gregg Rudloff, Scott Hecker, Mark Mangini und David White – Mad Max: Fury Road
John T. Reitz, Tom Ozanich, William Sarokin und Alan Robert Murray – Sicario
Stuart Wilson, Scott Millan, Gregg Rudloff, Per Hallberg und Karen Baker Landers – James Bond 007: Spectre

### Bestes Szenenbild
Adam Stockhausen – Bridge of Spies – Der Unterhändler
Dante Ferretti – Cinderella
Eve Stewart – The Danish Girl
Fiona Crombie – Macbeth
Colin Gibson – Mad Max: Fury Road
Dennis Gassner – James Bond 007: Spectre

### Bestes Kostümdesign
Wen-Ying Huang – The Assassin
Sandy Powell – Cinderella
Paco Delgado – The Danish Girl
Janet Patterson – Am grünen Rand der Welt
Jacqueline Durran – Macbeth
Shim Hyun-seob – The Throne

### Bestes Ensemble
Spotlight
Michael Keaton, Rachel McAdams, Mark Ruffalo, Liev Schreiber, John Slattery, Stanley Tucci

## Gewinner und Nominierte im Bereich Fernsehen
| Serie            | N | A |
| ---------------- | - | - |
| American Crime   | 6 | 1 |
| Better Call Saul | 4 | 2 |
| Wölfe            | 4 | 1 |
| Bessie           | 4 | 0 |
| Mr. Robot        | 3 | 1 |
| Bloodline        | 3 | 0 |
| Show Me a Hero   | 3 | 0 |

### Beste Fernsehserie (Drama)
Better Call Saul
American Crime
Bloodline
Deutschland 83
Fargo
Mr. Robot
Narcos
Ray Donovan

### Beste Fernsehserie (Komödie/Musical)
Silicon Valley
Brooklyn Nine-Nine
Jane the Virgin
Sex&Drugs&Rock&Roll
The Spoils Before Dying
Unbreakable Kimmy Schmidt
Veep – Die Vizepräsidentin

### Beste Genre-Serie
The Walking Dead
American Horror Story (Staffel 5: Hotel)
Game of Thrones
Humans
Into the Badlands
Jonathan Strange & Mr Norrell
The Leftovers
Orphan Black
Penny Dreadful

### Beste Miniserie
Flesh and Bone
The Book of Negroes
Saints & Strangers
Show Me a Hero
Wölfe

### Bester Fernsehfilm
Stockholm, Pennsylvania
Bessie
Killing Jesus
Nachtigall

### Bester Darsteller in einer Serie (Drama)
Dominic West – The Affair
Kyle Chandler – Bloodline
Timothy Hutton – American Crime
Rami Malek – Mr. Robot
Bob Odenkirk – Better Call Saul
Liev Schreiber – Ray Donovan

### Beste Darstellerin in einer Serie (Drama)
Claire Danes – Homeland
Kirsten Dunst – Fargo
Lady Gaga – American Horror Story (Staffel 5: Hotel)
Taraji P. Henson – Empire
Felicity Huffman – American Crime
Tatiana Maslany – Orphan Black
Robin Wright – House of Cards

### Bester Darsteller in einer Serie (Komödie/Musical)
Jeffrey Tambor – Transparent
Louis C.K. – Louie
Will Forte – The Last Man on Earth
Colin Hanks – Life in Pieces
Chris Messina – The Mindy Project
Thomas Middleditch – Silicon Valley

### Beste Darstellerin in einer Serie (Komödie/Musical)
Taylor Schilling – Orange Is the New Black
Jamie Lee Curtis – Scream Queens
Julia Louis-Dreyfus – Veep – Die Vizepräsidentin
Amy Poehler – Parks and Recreation
Gina Rodriguez – Jane the Virgin
Lily Tomlin – Grace and Frankie

### Bester Darsteller in einer Miniserie oder einem Fernsehfilm
Mark Rylance – Wölfe
Martin Clunes – Arthur & George
Michael Gambon – The Casual Vacancy
Oscar Isaac – Show Me a Hero
Damian Lewis – Wölfe
Ben Mendelsohn – Bloodline
David Oyelowo – Nightingale

### Beste Darstellerin in einer Miniserie oder einem Fernsehfilm
Sarah Hay – Flesh and Bone
Samantha Bond – Home Fires
Aunjanue Ellis – The Book of Negroes
Claire Foy – Wölfe
Queen Latifah – Bessie
Cynthia Nixon – Stockholm, Pennsylvania

### Bester Nebendarsteller in einer Miniserie oder einem Fernsehfilm
Christian Slater – Mr. Robot
Jonathan Banks – Better Call Saul
Peter Dinklage – Game of Thrones
Elvis Nolasco – American Crime
Michael K. Williams – Bessie

### Beste Nebendarstellerin in einer Miniserie oder einem Fernsehfilm
Rhea Seehorn – Better Call Saul
Catherine Keener – Show Me a Hero
Regina King – American Crime
Helen McCrory – Penny Dreadful
Mo’nique – Bessie
Julie Walters – Indian Summers

### Bestes Ensemble
American Crime
Felicity Huffman, Timothy Hutton, W. Earl Brown, Richard Cabral, Caitlin Gerard, Benito Martinez, Penelope Ann Miller, Elvis Nolasco und Johnny Ortiz

## Neue Medien

### Bestes Action/Adventure-Spiel
Rise of the Tomb Raider – Square Enix Product
The Room Three – Fireproof Games
The Witcher 3: Wild Hunt – CD Projekt
Call of Duty: Black Ops III – Activision
Fallout 4 – Bethesda Studios
Halo 5: Guardians – Microsoft Studios
Star Wars: Battlefront – EA

### Beste Blu-ray
Downton Abbey – Sechste Staffel
Alles steht Kopf
Die Verschwörung – Verrat auf höchster Ebene: Die komplette Trilogie
Downton Abbey – Fünfte Staffel